# 광주돔
광주돔(Gwangju Dome)은 광주광역시와 포스코건설이 계획중이던 대한민국 돔 야구장이었으나 건설이 취소된 경기장이다. 취소 사유는 경기침체 및 건설경기의 어려움으로 인해 민간수익 사업을 통한 돔구장 건설 재원 확보가 미흡할 것으로 보이고 광주시의 장기적인 개발계획 및 발전 방향과도 부합하지 않기 때문에 사업제안서 제출을 하지 않기로 한 데 따른 것이다.

## 진행사항
- 공사 논의가 2009년 10월 진행되었다.
- 공사 논의가 2010년 2월 전면 백지화됐다.